# 奧伊德霍爾門山
67°24′S 55°41′E / 67.400°S 55.683°E
奧伊德霍爾門山是南極洲的山峰，位於恩德比地的愛德華八世灣南部，處於雷納峰以西7公里，該山峰根據挪威探險隊拍攝的空中照片被繪入地圖。